# Antique (disco segunda edición)
Antique (アンティーク) 2nd Press es la reedición del primer EP de MUCC que incluye una canción nueva.

## Lista de canciones
1. "----------" - 0:17
2. "Yakeato / 焼け跡" Música y Letra:Miya (ミヤ) - 4:13
3. "Shigatsu no rengesou / ４月のレンゲ草" - Música:Miya (ミヤ), Letra: Tatsurou (達瑯) - 4:43
4. "Orugooru / オルゴォル" - Música y Letra:Miya (ミヤ) - 6:63
5. "Kokonoka / 九日" - Música y Letra:Miya (ミヤ)- 6:15
6. "Aka / アカ" - Música y Letra:Miya (ミヤ) - 5:46

## Datos del EP
- Fue grabado en los "Bazooka Studio"
- Salió a la venta con una tirada limitada de 5000 unidades y a un precio de 2000 yenes (sin tasas), pero debido a que hace años que no está disponible, actualmente solo se puede comprar esporádicamente en tiendas de segunda mano de música japonesas a un precio muy superior (entre 17000 y 20000 yenes)
- Se lanzó simultáneamente con el primer sencillo del grupo Syouhu／Hai (娼婦／廃).
- Es el primer lanzamiento tras el cambio en el nombre del grupo de MUCC a ムック (Mukku) y del vocalista de TATTOO a Tatsurou (達瑯)
- Mientras que en la primera edición del EP en la canción "Kokonoka / 九日" aparecían Miya (ミヤ) y Tatsurou (達瑯) acreditados como letristas, en esta solo sale Miya (ミヤ).

## Músicos
- Voz: Tatsurou (達瑯)
- Guitarra: Miya (ミヤ)
- Bajo: YUKKE
- Batería: SATOchi (SATOち)

- Datos: Q5697384